# Cerococcus citri
Cerococcus citri är en insektsart som beskrevs av Lambdin 1986. Cerococcus citri ingår i släktet Cerococcus och familjen Cerococcidae. Inga underarter finns listade i Catalogue of Life.